# Antonio Spallino
Antonio Spallino (Como, 1925. április 1. – Carimate, 2017. szeptember 28.) olimpiai és világbajnok olasz tőr- és párbajtőrvívó, politikus, 1970 és 1985 között Como polgármestere.